# Hormathophylla cadevalliana
Espèce
Synonymes
- Alyssum cadevallianum (Pau)
- Hormathophylla longicaulis subsp. cadevalliana (Pau) Fern.Casas
- Ptilotrichum cadevallianum (Pau) Heywood
- Ptilotrichum longicaule subsp. cadevallianum (Pau) T.M.Losa España & S.Rivas Goday

Hormathophylla cadevalliana est une espèce de plantes à fleurs du genre Hormathophylla, de la famille des Brassicacées.

## Répartition
Hormathophylla cadevalliana est présente dans le sud-est de l'Espagne.